# 徐卿龍
徐卿龍（1530年—？），字禹祥，直隸常州府無錫縣人，民籍，明朝政治人物。

## 生平
嘉靖三十四年（1555年）乙卯科應天府鄉試第四十七名舉人。嘉靖三十八年（1559年）中式己未科會試第一百十五名，二甲第六十五名進士。歴官浙江紹興府知府。

## 家族
曾祖徐德；祖父徐江；父徐坤，歲貢生。前母王氏；母朱氏。永感下。兄卿麟，医学訓科；卿熊。